# Gilly-sur-Isère
Gilly-sur-Isère é uma comuna francesa na região administrativa de Auvérnia-Ródano-Alpes, no departamento da Saboia. Estende-se por uma área de 7.03 km². Em 2010 a comuna tinha 3 106 habitantes (densidade: 441,8 hab./km²).